# Copa de Campeones de Europa de voleibol masculino 1991-92
La Copa de Campeones de Europa de voleibol masculino 1991-92 fue la 33° edición de la historia de la competición organizada por la CEV entre el 2 de noviembre de 1991 y el 29 de febrero de 1992. La Final Four se disputó en el Estadio de la Paz y la Amistad en la ciudad de El Pireo (Grecia), donde el equipo italiano del Porto Ravenna ganó su primera Copa de Campeones.

## Equipos participantes
En la edición de la Copa de Campeones de 1991-92 participan 25 equipos ganadores del título nacional en la temporada anterior; los siete equipos campeones de las federaciones más poderosas (Italia, Rusia, Bélgica, España, Francia, República Checa y RFS de Yugoslavia) están calificados de derecho para la segunda ronda preliminar mientras que los otros 18 equipos disputan una ronda previa.
Primera ronda preliminar
- SSC Berlín
- Dinamo Tirana
- Sokol Viena
- Mynor Sofia
- Holte IF
- Kups Volley Kuopio
- Olympiacos Pireo
- Maccabi Tel Aviv
- VC Mamer
- Skien VBK
- Dynamo Apeldoorn
- AZS Olsztyn
- Benfica
- Steaua Bucarest
- Kungälv VBK
- Lausana UC
- Eczacibasi Estambul
- Ujpesti Budapest

Segunda ronda preliminar
| - Noliko Maaseik - AS Cannes - CV Calvo Sotelo | - Porto Ravenna - PSK Olymp Praga | - VC CSKA Moscú - Partizan Belgrado |

## Rondas preliminares
Los equipos se enfrentan en partidos de ida y vuelta y el equipo que gana el mayor número de set es el ganador del enfrentamiento; en la eventualidad que ambos equipos se hayan llevado el mismo número de set el equipo con la mejor diferencia entre puntos ganados y perdidos gana la eliminatoria. Los ocho equipos calificados al final de la segunda ronda preliminar disputarán la fase de grupos.
| Equipos                               | Resultados                                                       | Calificado          |
| ------------------------------------- | ---------------------------------------------------------------- | ------------------- |
| Kups Volley Kuopio - AZS Olsztyn      | 1-3 (15-6, 13-15, 9-15, 5-15) 1-3 (16-14, 3-15, 10-15, 8-15)     | AZS Olsztyn         |
| Steaua Bucarest - Eczacibasi Estambul | 2-3 (6-15, 5-15, 15-13, 15-10, 14-16) 0-3 (3-15, 3-15, 10-15)    | Eczacibasi Estambul |
| VC Mamer - Ujpesti Budapest           | 2-3 (15-11, 7-15, 11-15, 15-9, 7-15) 0-3 (9-15, 4-15, 11-15)     | Ujpesti Budapest TE |
| Kungälv VBK - Dynamo Apeldoorn        | 1-3 (12-15, 13-15, 15-12, 13-15) 0-3 (10-15, 12-15, 3-15)        | Dynamo Apeldoorn    |
| Lausana UC - Benfica                  | 3-1 (15-10, 14-16, 15-9, 15-5) 0-3 (13-15, 9-15, 11-15)          | Benfica             |
| Olympiacos Pireo - Maccabi Tel Aviv   | 3-0 (15-3, 15-9, 15-6) 3-0 (15-4, 15-5, 15-11)                   | Olympiacos Pireo    |
| Dinamo Tirana - Mynor Sofia           | 0-3 (16-17, 13-15, 11-15) 2-3 (5-15, 15-13, 15-12, 12-15, 12-15) | Mynor Sofia         |
| Skien VBK - Sokol Viena               | 2-3 (15-13, 11-15, 10-15, 15-11, 13-15) 0-3 (8-15, 12-15, 15-17) | Sokol Viena         |
| Holte IF - SSC Berlín                 | 3-0 (15-9, 16-14, 15-6) 3-1 (15-10, 8-15, 15-10, 15-9)           | Holte IF            |

| Equipos                                | Resultados                                                            | Calificado          |
| -------------------------------------- | --------------------------------------------------------------------- | ------------------- |
| CV Calvo Sotelo - AZS Olsztyn          | 3-1 (15-13, 15-11, 12-15, 15-12) 2-3 (15-7, 15-10, 4-14, 10-15, 7-15) | CV Calvo Sotelo     |
| Eczacibasi Estambul - Ujpesti Budapest | 3-0 (15-12, 15-4, 15-5) 2-3 (15-12, 13-15, 7-15, 15-11, 16-17)        | Eczacibasi Estambul |
| Porto Ravenna - Dynamo Apeldoorn       | 3-0 (15-6, 15-4, 15-5) 3-0 (15-12, 15-7, 15-9)                        | Porto Ravenna       |
| Noliko Maaseik - AS Cannes             | 3-1 (15-8, 17-15, 6-15, 15-9) 0-3 (16-17, 11-15, 4-15)                | AS Cannes           |
| Partizan Belgrado - Benfica            | 3-1 (15-9, 9-15, 15-7, 15-12) 2-3 (15-2, 9-15, 15-7, 7-15, 12-15)     | Partizan Belgrado   |
| Olympiacos Pireo - Mynor Sofia         | 3-0 (15-2, 15-2, 15-5) 3-0 (15-7, 15-6, 15-9)                         | Olympiacos Pireo    |
| Sokol Viena - Holte IF                 | 1-3 (15-10, 14-16, 8-15, 11-15) 2-3 (16-14, 15-8, 6-15,7-15,10-15)    | Holte IF            |
| PSK Olymp Praga - VC CSKA Moscú        | 1-3 (6-15, 15-9, 14-16, 4-15) 0-3 (8-15, 8-15, 8-15)                  | VC CSKA Moscú       |

## Fase de grupos

### Fórmula
Los ocho equipos calificados son sorteados en dos grupos de cuatro y se enfrentan entre sí a ida y vuelta entre el 8 de enero y el 12 de febrero. Los equipo reciben dos puntos por cada victoria y un punto por cada derrota cualquier sea el resultado del partido; los dos primeros de cada grupo se clasifican a la Final Four. El primer criterio de desempate es el ratio/set y luego el ratio/puntos.

|  | Equipos clasificados para la Final Four de la Liga de Campeones 1991-92. |
|  | Equipos eliminados de la competición.                                    |

.

### Grupo A
| Pos. | Equipo              | Pt | G | P | SG | SP | Ratio | PG  | PP  | Ratio |
| ---- | ------------------- | -- | - | - | -- | -- | ----- | --- | --- | ----- |
| 1.   | VC CSKA Moscú       | 12 | 6 | 0 | 18 | 3  | 6.000 | 300 | 188 | 1.596 |
| 2.   | AS Cannes           | 10 | 4 | 2 | 13 | 10 | 1.300 | 297 | 264 | 1.085 |
| 3.   | CV Calvo Sotelo     | 7  | 1 | 5 | 8  | 16 | 0.500 | 252 | 311 | 0.810 |
| 4.   | Eczacibasi Estambul | 7  | 1 | 6 | 7  | 17 | 0.412 | 234 | 320 | 0.731 |

|      | CSKA | Can | Sot | Est |
| ---- | ---- | --- | --- | --- |
| CSKA | -    | 3-0 | 3-0 | 3-0 |
| Can  | 1-3  | -   | 3-0 | 3-0 |
| Sot  | 1-3  | 2-3 | -   | 3-1 |
| Est  | 1-3  | 2-3 | 3-2 | -   |

### Grupo B
| Pos. | Equipo            | Pt | G | P | SG | SP | Ratio | PG  | PP  | Ratio |
| ---- | ----------------- | -- | - | - | -- | -- | ----- | --- | --- | ----- |
| 1.   | Porto Ravenna     | 12 | 6 | 0 | 18 | 4  | 4.500 | 308 | 227 | 1.357 |
| 2.   | Olympiacos Pireo  | 10 | 4 | 2 | 14 | 8  | 1.750 | 297 | 236 | 1.258 |
| 3.   | Partizan Belgrado | 8  | 2 | 4 | 8  | 13 | 0.615 | 247 | 280 | 0.882 |
| 4.   | Holt IF           | 6  | 0 | 6 | 3  | 18 | 0.167 | 197 | 306 | 0.644 |

|     | Rav | Oly | Par | Hol |
| --- | --- | --- | --- | --- |
| Rav | -   | 3-0 | 3-1 | 3-1 |
| Oly | 2-3 | -   | 3-0 | 3-1 |
| Par | 0-3 | 1-3 | -   | 3-0 |
| Hol | 0-3 | 3-0 | 1-3 | -   |

## Final Four

### Fórmula
En la final Four se disputan a partido único las dos semifinales y las finales por el título y por el 3/4 puesto. El ganador del grupo A se enfrenta al segundo clasificado del Grupo B mientras que al ganador del grupo B al segundo del grupo A.
La Final Four fue organizada entre el 28 y el 29 de febrero en el Estadio de la Paz y la Amistad en la ciudad griega de El Pireo, y el equipo italiano del Porto Ravenna se coronó campeón por primera vez en su historia derrotando por 3-0 los griegos Olympiacos Pireo.

### Cuadro
|  | Semifinales      | Semifinales      |   |           | Final         | Final |  |
|  |                  |                  |   |           |               |       |  |
|  |                  |                  |   |           |               |       |  |
|  |                  |                  |   |           |               |       |  |
|  | Porto Ravenna    | 3                |   |           |               |       |  |
|  | AS Cannes        | 0                |   |           |               |       |  |
|  |                  |                  |   |           |               |       |  |
|  |                  |                  |   |           |               |       |  |
|  |                  |                  |   |           | Porto Ravenna | 3     |  |
|  |                  | Olympiacos Pireo | 0 |           |               |       |  |
|  |                  |                  |   |           |               |       |  |
|  |                  |                  |   |           |               |       |  |
|  |                  |                  |   |           | Tercer lugar  |       |  |
|  |                  |                  |   |           |               |       |  |
|  | VC CSKA Moscú    | 0                |   | AS Cannes | 1             |       |  |
|  | Olympiacos Pireo | 3                |   |           | VC CSKA Moscú | 3     |  |

| Fecha         | Partido                       | Resultado               |
| ------------- | ----------------------------- | ----------------------- |
| 28 de febrero | Porto Ravenna - AS Cannes     | 3-0 (15-9, 15-9, 15-11) |
| 28 de febrero | CSKA Moscú - Olympiacos Pireo | 0-3 (8-15, 7-15, 4-15)  |

| Fecha         | Partido                | Resultado                      |
| ------------- | ---------------------- | ------------------------------ |
| 29 de febrero | AS Cannes - CSKA Moscú | 1-3 (15-7, 4-15, 13-15, 16-17) |

| Fecha         | Partido                          | Resultado              |
| ------------- | -------------------------------- | ---------------------- |
| 29 de febrero | Porto Ravenna - Olympiakos Pireo | 3-0 (15-4, 15-9, 15-5) |

### Campeón
| Campeón de la Copa de Campeones 1991-92 |
| --------------------------------------- |
| Porto Ravenna 1º Título                 |